# Años 1790

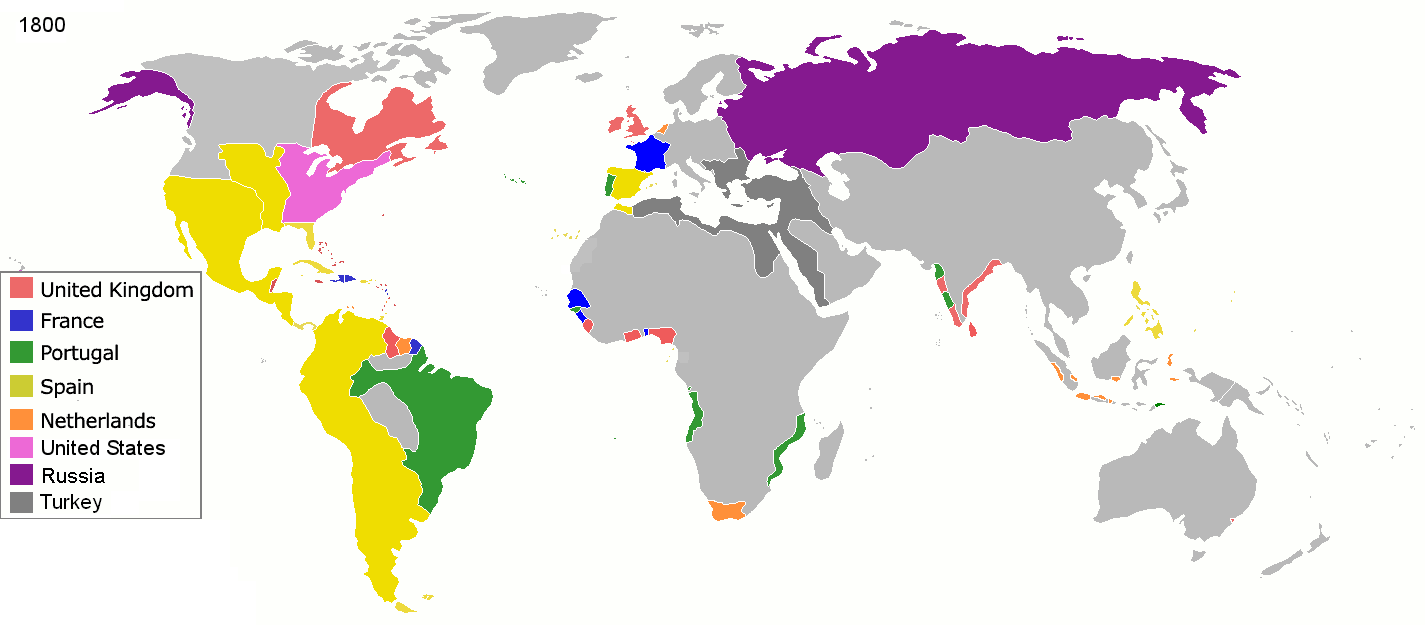
Algunas potencias europeas al finalizar la década de 1790.

Los años 1790 fueron una decenio transcurrida entre el 1 de enero de 1790 y el 31 de diciembre de 1799.

## Acontecimientos

### 1790
- Jesse Ramsden inventa una armadura ecuatorial para instrumentos astronómicos.
- Thomas Wedgwood empieza a hacer sus primeros experimentos sobre la fotografía.

### 1791
- Mozart compone La flauta mágica y el Réquiem en re menor.

### 1792
- Abolición del tráfico de esclavos en Dinamarca.
- Proclamación de la I República francesa.
- Francia declara la guerra al Sacro Imperio y a Prusia.
- Manuel Godoy es nombrado primer ministro de Carlos IV de España.

### 1793
- Ejecución de Luis XVI.
- Creación de la Primera Coalición (Inglaterra, Austria, Prusia, las Provincias Unidas, España y el Reino de Cerdeña) para combatir a Francia.
- Inauguración del Museo del Louvre en París.

### 1798
- Fin de los 1260 "dias" del libro de apocalipsis y daniel
- La Creación de Joseph Haydn.
- Malthus publica su Ensayo sobre el principio de la población de manera anónima.

### 1799
- Napoleón Bonaparte es nombrado primer cónsul de la Primera República Francesa.
- Jean François Champollion descubre la piedra Rosetta.